# Anna Prabucka-Firlej
Anna Maria Prabucka-Firlej (ur. 1950) – polska pianistka, dr hab., profesor Katedry Kameralistyki Wydziału Instrumentalnego Akademii Muzycznej im. Stanisława Moniuszki w Gdańsku.

## Życiorys
Debiutowała w wieku 11 lat, wykonując z orkiestrą Koncert fortepianowy D-dur J. Haydna. Studiowała w Akademii Muzycznej w Gdańsku. 20 czerwca 1994 uzyskała tytuł profesora sztuk muzycznych, a 2002 tytuł profesorki zwyczajnej. Została zatrudniona na stanowisku profesorki zwyczajnej w Katedrze Kameralistyki na Wydziale Instrumentalnym Akademii Muzycznej im. Stanisława Moniuszki w Gdańsku.
Była kierowniczką Katedry Kameralistyki Wydziału Instrumentalnego Akademii Muzycznej im. Stanisława Moniuszki w Gdańsku.
Awansowała na stanowisko profesorki w Katedrze Kameralistyki na Wydziale Instrumentalnym Akademii Muzycznej im. Stanisława Moniuszki w Gdańsku.

## Ordery i odznaczenia
- Krzyż Kawalerski Orderu Odrodzenia Polski (4 października 2019)[4]
- Złoty Krzyż Zasługi (8 września 2004)[5]
- Srebrny Krzyż Zasługi (18 maja 2000)[6]
- Złoty Medal za Długoletnią Służbę[2]
- Srebrny Medal „Zasłużony Kulturze Gloria Artis” (16 kwietnia 2024)[7]
- Brązowy Medal „Zasłużony Kulturze Gloria Artis” (11 czerwca 2014)[7]
- Medal Komisji Edukacji Narodowej[2]
- Odznaka „Zasłużony Działacz Kultury”
- Odznaka honorowa „Za zasługi dla m. Gdańska”

Źródło:.

## Nagrody
- Nagroda Ministra Kultury i Sztuki (1981,1989, 1995, 1997, 1998)
- Nagroda Rektora AM w Gdańsku (1997, 2000, 2002, 2004, 2006, 2009, 2015, 2018, 2020)
- Nagroda Ministra Kultury (2001)
- Nagroda Prezydenta Miasta Gdańska w Dziedzinie Kultury za inicjatywę zorganizowania Międzynarodowego Konkursu Muzyki Kameralnej im. Brahmsa w Gdańsku oraz z okazji jubileuszu 40-lecia pracy pedagogicznej i 50-lecia pracy artystycznej (2011)[9]
- Nagroda Prezydenta Miasta Gdańska w Dziedzinie Kultury za wybitne osiągnięcia pedagogiczne, za organizację licznych koncertów muzyki kameralnej oraz z okazji jubileuszu 45-lecia pracy artystycznej (2016)[9]
- Nagroda Prezydenta Miasta Gdańska w Dziedzinie Kultury z okazji jubileuszu 50-lecia pracy twórczej (2022)[9]

Źródło:.